# Lijst van Stolpersteine in Tietjerksteradeel

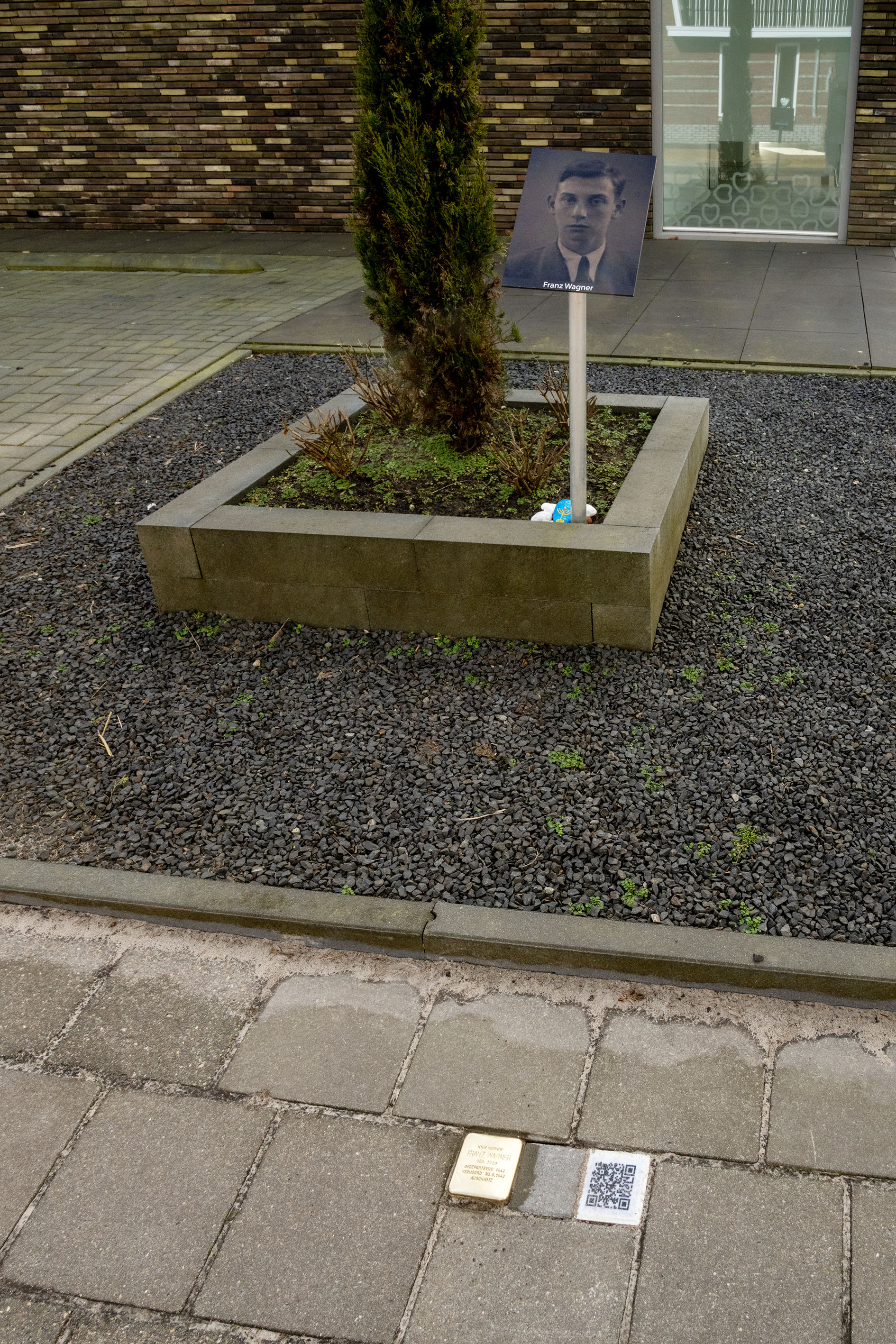
Stolperstein voor Franz Wagner in Giekerk

De lijst van Stolpersteine in Tietjerksteradeel geeft een overzicht van de gedenkstenen (struikelstenen of stroffelstiennen) die in de gemeente Tietjerksteradeel in de Nederlandse provincie Friesland zijn geplaatst in het kader van het Stolpersteine-project van de Duitse beeldhouwer-kunstenaar Gunter Demnig. 
Stolpersteine zijn opgedragen aan slachtoffers van het nationaalsocialisme, al diegenen die zijn vervolgd, gedeporteerd, vermoord, gedwongen te emigreren of tot zelfmoord gedreven door het nazi-regime. Demnig legt voor elk slachtoffer een aparte steen, meestal voor de laatste zelfgekozen woning.
Omdat het Stolpersteine-project doorloopt, kan deze lijst onvolledig zijn.

## Stolpersteine
In Tietjerksteradeel liggen drie Stolpersteine: een in Giekerk en twee in Bergum.

### Bergum
In Bergum liggen twee Stolpersteine op een adres.
| Stolperstein | Inscriptie                                                                      | Adres                                       | Biografie                                     |
| ------------ | ------------------------------------------------------------------------------- | ------------------------------------------- | --------------------------------------------- |
|              | HJIR WIE ONDERDOKT PAUL KAUFMANN BERNE 1887 FERSTOARN 7-10-1943 BURGUM          | Bergum, Burgemeester Bothenius Lohmanlaan 1 | Paul Kaufmann (1887-1943)                     |
|              | HJIR WIE ONDERDOKT KLARA KATHARINA KAUFMANN- KAUFMANN BERNE 1888 BURGUM BEFRIJD | Bergum, Burgemeester Bothenius Lohmanlaan 1 | Klara Katharina Kaufmann-Kaufmann (1888-1981) |

### Giekerk
In Giekerk ligt een Stolperstein op een adres.
| Stolperstein | Inscriptie                                                                        | Adres                      | Biografie                |
| ------------ | --------------------------------------------------------------------------------- | -------------------------- | ------------------------ |
|              | HIER WOONDE FRANZ WAGNER GEB. 1920 GEDEPORTEERD 1942 VERMOORD 30.9.1942 AUSCHWITZ | Giekerk, Canterlandseweg 5 | Franz Wagner (1920-1942) |

## Data van plaatsingen
- 31 januari 2022: Giekerk, een Stolperstein bij Canterlandseweg 5
- 25 november 2023: Bergum, twee Stolpersteine bij Burgemeester Bothenius Lohmanlaan 1